# Thaddeus H. Caraway
Thaddeus "Thad" Horatius Caraway, född 17 oktober 1871 i Stoddard County, Missouri, död 6 november 1931 i Little Rock, Arkansas, var en amerikansk demokratisk politiker. Han representerade Arkansas i båda kamrarna av USA:s kongress mellan 1913 och 1931, först som kongressledamot, sedan som senator.
Caraway flyttade 1883 till Arkansas med sina föräldrar. Han utexaminerades 1896 från Dickson College i Tennessee. Han studerade därefter juridik och inledde 1900 sin karriär som advokat i Arkansas. Han gifte sig 1902 med Hattie Ophelia Wyatt.
Caraway arbetade 1908-1912 som åklagare. Han representerade Arkansas 1:a distrikt i USA:s representanthus 1913-1921. Han var därefter ledamot av USA:s senat fram till sin död. Guvernör Harvey Parnell utnämnde änkan Hattie till senaten efter Thaddeus H. Caraways död. Hattie Caraway var senator 1931-1945. Före henne hade bara en kvinna, Rebecca Latimer Felton, blivit utnämnd till USA:s senat och bara för en dag som en symbolisk gest.
Caraways grav finns på West Lawn Cemetery i Jonesboro, Arkansas.